# Alice Schwarz
Alice Schwarz (Antwerpen, 16 maart 1908 - San Francisco, 2 januari 1996) was de moeder van Harry Mulisch.
Schwarz werd geboren in Antwerpen als de dochter van Jacob Schwarz, een joodse bankier uit Frankfurt am Main, en Lucia Bella Schwarz-Netter. Vanwege hun vriendschappelijke contacten met Duitse officieren vluchtte het gezin Schwarz na de Eerste Wereldoorlog van Vlaanderen naar Nederland. Aldaar ontmoetten Karl Mulisch en Alice elkaar via zijn vader. Kurt Victor Karl Mulisch, ex-officier van het Oostenrijkse leger, was ook na de Eerste Wereldoorlog in Nederland terechtgekomen. Schwarz, de bankier, bezorgde hem een baan. Alice Schwarz trad in april 1926 in het huwelijk met Mulisch. In 1927 werd hun enige kind Harry geboren, die in 1975 Mijn getijdenboek 1927-1951 publiceerde met op de omslag een foto van zichzelf op schoot bij zijn moeder. In 1936 werd dat huwelijk ontbonden (de scheiding tussen Alice en Karl werd uitgesproken op 9 november 1937). Schwarz verhuisde naar Amsterdam.
Karl Mulisch hield Alice en Harry in de Tweede Wereldoorlog buiten de kampen, Mulisch' grootmoeder en overgrootmoeder werden wel op transport gesteld. Alice zou in de bezettingstijd bij de Joodsche Raad gewerkt hebben. Na de oorlog belandde Karl als collaborateur in een interneringskamp vanwege zijn werk als directeur personeelszaken bij Lippmann, Rosenthal & Co., ook bekend als de Duitse roofbank.
In 1951 emigreerde Schwarz naar Berkeley in Californië (dit adres staat in het overlijdensbericht van Karl Mulisch op 10 juli 1957) en werd Amerikaans staatsburger. Ze overleed op 2 januari 1996 in San Francisco.